# Eustathios z Antiochie
Eustathios z Antiochie, někdy zvaný Velký, byl křesťanský biskup a arcibiskup Antiochie ve 4. století. Jeho svátek v pravoslavné církvi je 21. února, v katolické církvi 16. července.

## Život
Eustathios pocházel ze Side v Pamfýlii. Kolem roku 320 byl biskupem Beroje a krátce před nicejským koncilem v roce 325 se stal patriarchou Antiochie. Na kocilu horlivě polemizoval proti ariánům, ačkoli Allocutio ad Imperatorem, které mu bylo připisováno, pravděpodobně nepochází od něj.
Jeho protiariánská polemika proti Eusebiovi z Nikomédie ho učinila mezi jeho biskupy na Východě neoblíbeným a synoda svolaná do Antiochie roku 330 ho sesadila za údajné cizoložství, což bylo stvrzeno císařem.
Eustathios, který se stavěl proti rostoucímu vlivu Órigena a jeho alegorické exegeze Písma, protože v jeho teologii viděl kořen arianismu, Eusebia, obdivovatele Órigena, kritizoval, že se odchyluje od nicejského vyznání víry, a Eusebios naopak Eustathia obviňoval ze sabellianismu. Když byl Eustathios na synodě v Antiochii obviněn, odsouzen a sesazen, obyvatelé Antiochie se proti tomu bouřili, zatímco Eustathiovi odpůrci navrhli Eusebia za nového biskupa, ten však odmítl. Eustathios byl vyhoštěn do Trajanopole v Thrákii, kde zemřel, pravděpodobně kolem roku 337, i když možná až po roce 370.
Antiochijský lid, který svého patriarchu miloval a ctil, byl pobouřený nespravedlností, která mu byla způsobena, a byl připraven chopit se zbraně na jeho obranu. Ale Eustathios je držel na uzdě, nabádal je, aby zůstali věrni pravé víře, a pokorně odešel do svého vyhnanství, doprovázen velkou skupinou svého duchovenstva. Jeho přívrženci v Antiochii vytvořili samostatnou komunitu „eustathiánů“ a odmítali uznat biskupy, které dosazovali ariáni. Když se po Eustathiově smrti stal společným hlasováním ariánů a pravověrných v roce 360 Melétios biskupem v Antiochii, eustathiáni ho neuznali ani poté, kdy jeho volbu schválil synod v Alexandrii v roce 362. Jejich neústupný postoj tak dal vzniknout dvěma ortodoxním frakcím, tzv. melétiovskému schizmatu, které přetrvalo až do druhé dekády pátého století.

## Dílo
Jediným úplným dochovaným Eustathiovým dílem je De Engastrimytho contra Origenem.
Komentář k Hexameronu, který je mu připisován v rukopisech, je příliš pozdní na to, aby mohl být jeho dílem.